# Wolfgang Paeckelmann
Wolfgang Wilhelm Günther Paeckelmann (* 26. Januar (nach anderer Quelle am 28. Januar) 1882 in Elberfeld; † 20. Juli 1970 in Wasserburg am Bodensee) war ein deutscher Pädagoge und Mitgründer und zeitweise Leiter der Studienstiftung des deutschen Volkes.

## Leben und Wirken
Nach der Reifeprüfung 1900 auf dem Realgymnasium zu Elberfeld studierte Paeckelmann Mathematik und Naturwissenschaften. Gleichzeitig schlug er eine Laufbahn als Lehrer ein und wurde mit 18 Jahren zum damals jüngsten Oberlehrer Preußens ernannt. Im Oktober 1906 wurde er Studienrat in Barmen, wo er im März 1920 zum Oberstudiendirektor befördert wurde.
1925 war er Mitbegründer der Studienstiftung des deutschen Volkes. Er wurde in dieser Zeit vorübergehend vom Schuldienst freigestellt. Die Erlebnisse der Hyperinflation der Weimarer Republik bis 1923 hatte Paeckelmann dazu bewogen, sich an der Gründung der Studienstiftung zu beteiligen.
Schon seit längerer Zeit, beispielsweise 1912 anlässlich eines Besuches bei Hermann Lietz in Schloss Bieberstein hatte er häufige Verbindung mit dem Lietz nachfolgenden Oberleiter Alfred Andreesen: „Beide Männer haben tiefen Einfluß auf mich ausgeübt“. Paeckelmann will das Werk von Hermann Lietz im christlichen Sinn weiterführen und entwickeln. Besonders das „‚Freistellenwerk des deutschen Volkes‘ … würde so den breiteren Unterbau der Studienstiftung darstellen …“ und so, durch seine Teilnahme, zum Aufbau der ‚Studienstiftung des deutschen Volkes‘ seit 1925 beitragen.
Wolfgang Paeckelmann war von 1919 bis 1926 Sektionsvorsitzender der Sektion Barmen des Deutschen und Österreichischen Alpenvereins (DuOeAV).
Im April 1928 kehrte Paeckelmann als Direktor des Wilhelmsgymnasiums in Kassel in den Schuldienst zurück. Er blieb dort bis 1948.
Von 1948 bis 1951 war Paeckelmann als Berater an der Schule Schloss Salem in Salem tätig und anschließend von 1951 bis 1954 übernahm Paeckelmann die Oberleitung der Landerziehungsheime (DLEH) der Hermann-Lietz-Schulen.
1952 wurde der Oberstudiendirektor a. D. am Schloss Bieberstein mit dem Bundesverdienstkreuz geehrt.
Mit 72 Jahren trat Paeckelmann 1954 in den Ruhestand.

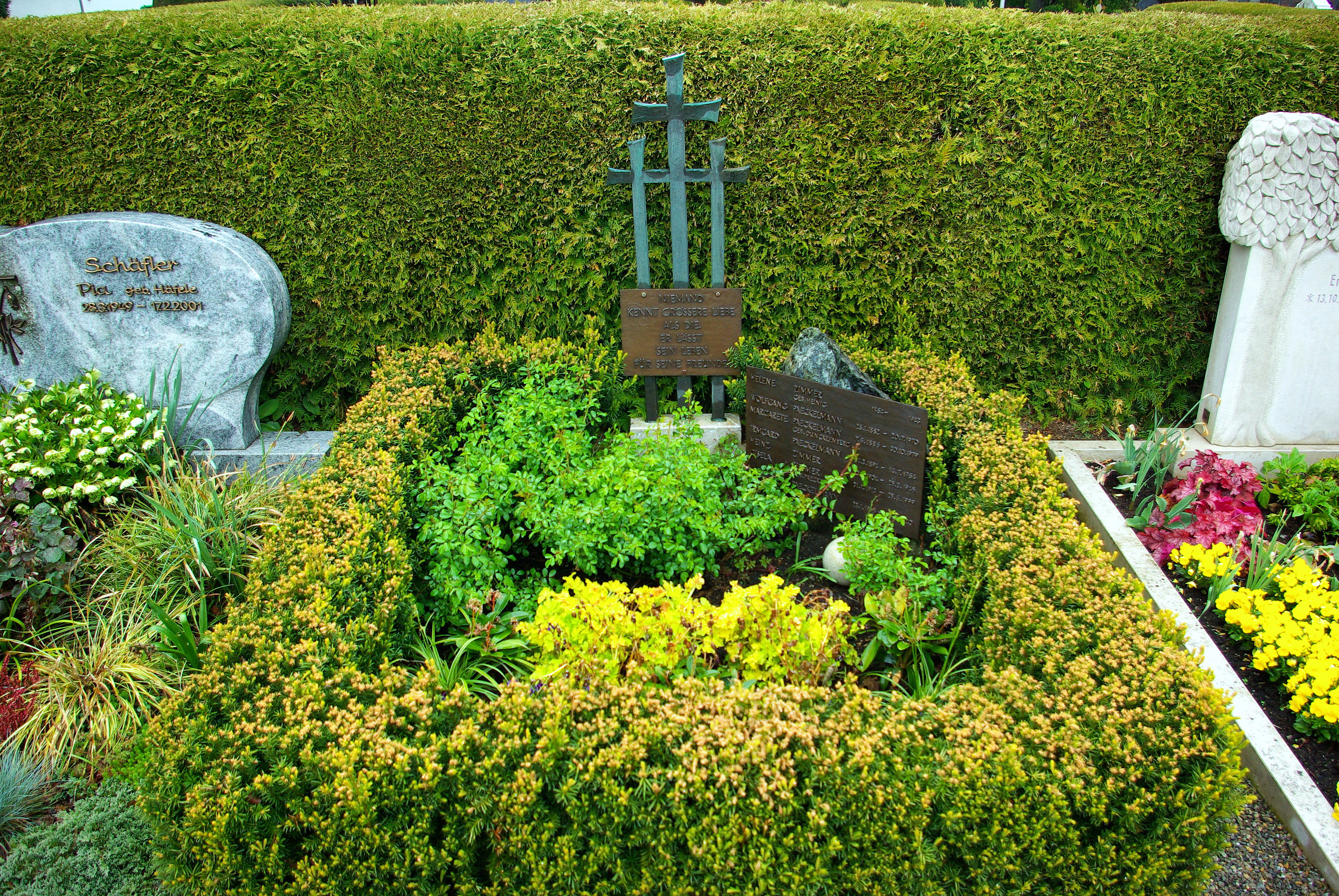
Familiengrab von Wolfgang Paeckelmann (Nordfriedhof in Wasserburg am Bodensee)

## Privates
In den 1920er Jahren erwarb Paeckelmann bei Wasserburg am Bodensee ein Stückchen Land auf einer kleinen Anhöhe und errichtete dort in den 1930er Jahren einen Schopf. 1944/45 wurde der Schopf mit seinen fünfzehn Quadratmetern Zufluchtsstätte für die Tochter von Wolfgang und Margarethe Paeckelmann und ihrem Sohn. 1954 verlegten die Paeckelmanns ihren Alterssitz am Bodensee, dazu wurde der Schopf, der Heute als „Haus auf der Pfannhalde“ bekannt ist, erweitert.
Werner Paeckelmann ist der jüngere Bruder Paeckelmanns.

## Auszeichnungen
- 1952: Verdienstkreuz (Steckkreuz) der Bundesrepublik Deutschland

## Werke
- Mitteilungen des Arbeitsausschusses zur Gründung eines Reichsverbandes wissenschaftlicher Verbindungen, 1910
- Wanderungen zu Naturdenkmälern. [Berlin] : Bergisches Komitee für Naturdenkmalpflege [Mehrteiliges Werk] Teil: 1. Am Südrande der Wahner Heide, 1913
- Reisebriefe von einer Schülerfahrt durch Lappland-Schweden, 1926